# اچ‌ام‌اس ابوکیر (۱۹۰۰)
اچ‌ام‌اس ابوکیر (۱۹۰۰) (به انگلیسی: HMS Aboukir (1900)) یک زیردریایی بود که طول آن ۴۷۲ فوت (۱۴۴ متر) بود. این زیردریایی در سال ۱۹۰۰ ساخته شد.